# Aspach-le-Haut

Aspach-le-Haut este o comună în departamentul Haut-Rhin din estul Franței. În 2009 avea o populație de 1.469 de locuitori.

## Evoluția populației
| An        | 1975 | 1982 | 1990 | 1999  | 2006  | 2009  |
| --------- | ---- | ---- | ---- | ----- | ----- | ----- |
| Populație | 561  | 592  | 871  | 1.123 | 1.383 | 1.469 |